# Foucarville
Foucarville era una comuna francesa situada en el departamento de Mancha, de la región de Normandía, que el 1 de enero de 2016 pasó a ser una comuna delegada de la comuna nueva de Sainte-Mère-Église al fusionarse con las comunas de Beuzeville-au-Plain, Chef-du-Pont, Écoquenéauville y  Sainte-Mère-Église.

## Demografía
| Gráfica de evolución demográfica de Foucarville entre 1800 y 2014 |
|                                                                   |

Los datos demográficos contemplados en este gráfico de la comuna de Foucarville se han cogido de 1800 a 1999 de la página francesa EHESS/Cassini, y los demás datos de la página del INSEE.